# Hugh Willoughby

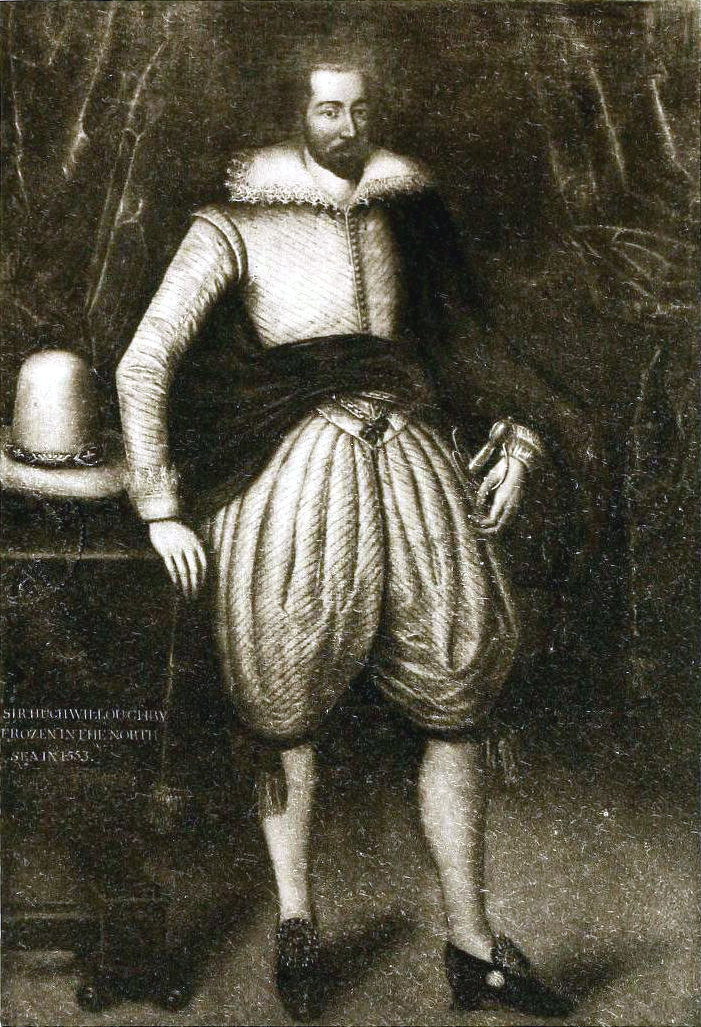
Hugh Willoughby

Sir Hugh Willoughby leidde in 1553 de eerste reis van de Company of Merchant Adventurers van onder meer Sebastiaan Cabot op zoek naar de Noordoostelijke Doorvaart. Hij had geen ervaring als zeevaarder, maar schijnt gekozen te zijn omwille van zijn leiderscapaciteiten. Hij vertrok met drie schepen, de Bona Esparanza onder zijn eigen commando, de Edward Bonaventure onder Richard Chancellor en de Bona Confidentia.
De schepen verlieten Londen op 10 mei 1553, maar in een storm nabij de Lofoten verloor Chancellor de andere twee schepen uit het oog en zette een eigen onderzoeksreis verder.
Willoughby rondde Noordkaap en stak de Barentszzee over naar Nova Zembla. Na enig onderzoek van de kust keerde hij terug naar Scandinavië. Aan de mond van de Arzina, nabij Moermansk, raakte hij vast in het ijs. Zijn schepen en bemanning waren niet voorbereid op de strenge poolwinter, en na enkele mislukte pogingen hulp te halen stierven zijn mannen, waarschijnlijk door bevriezing. Hun lijken werden het volgende jaar gevonden door Russische vissers.